# Cholina
Cholina (en allemand : Köllein) est une commune du district et de la région d'Olomouc, en République tchèque. Sa population s'élevait à 744 habitants en 2020.

## Géographie
Cholina se trouve à 6 km au sud-sud-ouest de Litovel, à 16 km à l'ouest-nord-ouest d'Olomouc, à 89 km à l'ouest-sud-ouest d'Ostrava et à 194 km à l'est-sud-est de Prague.
La commune est limitée par Litovel au nord, par Haňovice au nord-est, par Litovel à l'est, par Dubčany, Senice na Hané et Bílsko au sud, et par Loučka à l'ouest.

## Histoire
La première mention écrite de la localité date de 1131.